# Votčina
La Votčina in russo во́тчина? o otčina (о́тчина - derivazione della parola "padre", in russo отец, otec) era una proprietà terriera degli Slavi orientali che poteva essere ereditata. Il termine "votčina" fu anche usata per indicare le terre di uno knjaz'.
I primi documenti contenenti tale parola furono i codici legislativi della Rus' di Kiev. Il proprietario di una votčina (votčinnik, вотчинник) non solo deteneva il possesso sulla stessa, ma anche alcune potestà amministrative e legali sugli abitanti lì stanziati. Questi ultimi, tuttavia, non erano servi e avevano il diritto di trasferirsi liberamente in un'altra votčina.
In seguito i poteri dei votčinnik furono grandemente limitati e, infine, completamente revocati. Alla metà del XV secolo, tuttavia, il diritto di certe categorie di contadini di lasciare i loro padroni fu limitato al periodo della settimana che precedeva il cosiddetto Giorno di Jurij (26 novembre).

## Fonti
Questa voce è basata su materiale in pubblico dominio (1906) del Dizionario Enciclopedico Brockhaus ed Efron.